# Anette Tønsberg
Anette Tønsberg (2 april 1970) is een Noors langebaanschaatsster.
Tønsberg nam deel aan de Olympische winterspelen van 1992 (3000 en 5000 meter) en 1998 (1500, 3000 en 5000 meter).
In de periode 1994–1998 en in 2002 was zij de nationaal kampioene allround van Noorwegen.
Tønsberg is de schoondochter van de Noorse langlaufer en olympisch deelnemer Per Olsen. Zij is getrouwd met Ole Olsen.

## Records

### Persoonlijke records[4]
| Afstand    | Tijd    | Datum            | Baan    |
| ---------- | ------- | ---------------- | ------- |
| 500 meter  | 40,24   | 21 februari 1999 | Calgary |
| 1000 meter | 1.18,50 | 20 februari 1999 | Calgary |
| 1500 meter | 2.00,10 | 29 maart 1998    | Calgary |
| 3000 meter | 4.12,92 | 27 maart 1998    | Calgary |
| 5000 meter | 7.21,57 | 7 februari 1999  | Hamar   |